# Doyen des Européens
Le doyen ou la doyenne des Européens est la personne qui est reconnue à un moment donné comme étant la plus âgée en Europe.

## Liste des personnes européennes les plus âgées auXIXesiècle
| Nom et prénom                                       | Sexe | Date de naissance | Date de décès    | Âge                  | Pays de résidence ou de décès | Caractéristiques                                                                                                |
| --------------------------------------------------- | ---- | ----------------- | ---------------- | -------------------- | ----------------------------- | --- |
| Willem van Renterghem                               | M    | 6 décembre 1782   | 24 octobre 1888  | 105 ans, 323 jours   | Belgique                      | |
| Marie Jeanne d'Evergroote (Joana Maria d'Evergroet) | F    | 18 octobre 1783   | 24 mars 1892     | 108 ans, 148 jours   | Belgique                      | |
| Lavina Hansdatter                                   | F    | 5 septembre 1787  | 16 mai 1893      | 105 ans, 253 jours   | Norvège                       | |
| Kirsti Skagen, née Ellefsdotter                     | F    | 8 mai 1788        | 24 novembre 1897 | 109 ans, 200 jours   | Norvège                       | |
| Geert Adriaans Boomgaard                            | M    | 21 septembre 1788 | 3 février 1899   | 110 ans et 135 jours | Pays-Bas                      | Premier être humain reconnu comme doyen de l'humanité et tout premier supercentenaire officiellement enregistré |

## Liste des personnes européennes les plus âgées auXXesiècle
| Nom et prénom                                                      | Sexe | Date de naissance         | Date de décès     | Âge                  | Pays de résidence ou de décès | Caractéristiques |
| ------------------------------------------------------------------ | ---- | ------------------------- | ----------------- | -------------------- | ----------------------------- | --- |
| Margaret Ann Neve, née Harvey                                      | F    | 18 mai 1792               | 4 avril 1903      | 110 ans et 321 jours | Royaume-Uni                   | Première femme supercentenaire officiellement enregistrée comme doyenne de l'humanité. Deuxième être humain à atteindre ses 110 ans. |
| Karen Broedbaek                                                    | F    | 4 avril 1797              | 5 août 1904       | 107 ans, 123 jours   | Danemark                      | |
| Sophia Wijnberg                                                    | F    | 12 mars 1799              | 11 juillet 1905   | 106 ans, 121 jours   | Pays-Bas                      | |
| Agnete Olsdatter                                                   | F    | 6 janvier 1800            | 11 octobre 1907   | 107 ans, 278 jours   | Norvège                       | |
| Honor Coleman                                                      | F    | 22 février 1801 (baptême) | 24 janvier 1908   | 106 ans, 336 jours   | Royaume-Uni                   | |
| Sophie Lacomte                                                     | F    | 12 mai 1804               | 2 avril 1910      | 105 ans, 325 jours   | Belgique                      | |
| Maria Theresa Vleminckx                                            | F    | 8 octobre 1805            | 29 octobre 1913   | 108 ans, 21 jours    | Belgique                      | |
| Johanna Berns                                                      | F    | 10 septembre 1808         | 16 mars 1915      | 106 ans, 187 jours   | Suède                         | |
| Matthias Dodenhoff                                                 | M    | 22 février 1812           | 27 décembre 1917  | 105 ans, 308 jours   | Allemagne                     | |
| Sarah Gardiner                                                     | F    | 9 juillet 1812            | 25 décembre 1918  | 106 ans, 169 jours   | Royaume-Uni                   | |
| Elisabeth Jensen                                                   | F    | 9 janvier 1813            | 11 juin 1920      | 107 ans, 154 jours   | Norvège                       | |
| Britta Njelsdatter                                                 | F    | 26 juin 1814 (baptême)    | 6 mars 1921       | 106 ans, 253 jours   | Norvège                       | |
| Frederick William Stabbins                                         | M    | 18 juillet 1815           | 22 janvier 1922   | 106 ans, 188 jours   | Royaume-Uni                   | |
| Jane Lister, née Coney                                             | F    | 3 février 1816            | 25 avril 1923     | 107 ans, 81 jours    | Royaume-Uni                   | |
| Martha Ann Truelove, née Harrison                                  | F    | 7 août 1816               | 20 mai 1924       | 107 ans, 287 jours   | Royaume-Uni                   | |
| Ann Sharp, née Kent                                                | F    | 22 juin 1818              | 8 novembre 1924   | 106 ans, 139 jours   | Royaume-Uni                   | |
| Gertrud Kübbeler                                                   | F    | 1er octobre 1818          | 30 décembre 1925  | 107 ans, 90 jours    | Allemagne                     | |
| Marie Catherine Delfairière                                        | F    | 21 juin 1819              | 26 décembre 1926  | 107 ans, 188 jours   | Belgique                      | |
| Frances Jane Ross Smith                                            | F    | 21 mai 1820               | 20 janvier 1927   | 106 ans, 244 jours   | Royaume-Uni                   | |
| Katherine Plunket                                                  | F    | 22 novembre 1820          | 14 octobre 1932   | 111 ans, 327 jours   | Irlande                       | |
| Eliza Roff                                                         | F    | 10 juillet 1824           | 11 juin 1933      | 108 ans, 336 jours   | Royaume-Uni                   | |
| Maria Fedela Montemurro                                            | F    | 20 septembre 1825         | 14 octobre 1934   | 109 ans, 24 jours    | Italie                        | |
| Ellen Palmer                                                       | F    | 4 septembre 1827          | 2 décembre 1935   | 108 ans, 89 jours    | Royaume-Uni                   | |
| Rachel Turner MacArthur, née Trotter                               | F    | 26 novembre 1827          | 10 décembre 1936  | 109 ans, 14 jours    | Royaume-Uni                   | |
| Rachel Swain                                                       | F    | 1er septembre 1830        | 12 octobre 1938   | 108 ans, 41 jours    | Royaume-Uni                   | |
| Wilhelmine Olschewski                                              | F    | 24 août 1831              | 31 mai 1939       | 107 ans, 280 jours   | Allemagne                     | |
| Mary Davey                                                         | F    | 3 juin 1832               | 2 octobre 1940    | 108 ans, 121 jours   | Royaume-Uni                   | |
| Francesco Cubadda                                                  | M    | 28 novembre 1832          | 14 décembre 1940  | 108 ans, 16 jours    | Italie                        | |
| Thomas Pope                                                        | M    | 22 janvier 1835           | 17 février 1943   | 108 ans, 26 jours    | Royaume-Uni                   | |
| John Francklow                                                     | M    | 30 mai 1835               | 15 octobre 1944   | 109 ans, 138 jours   | Royaume-Uni                   | |
| Rebecca Sarah Lees                                                 | F    | 26 août 1837              | 5 mars 1946       | 108 ans, 188 jours   | Royaume-Uni                   | |
| Sarah Olive Fitt, née Ray                                          | F    | 16 novembre 1838          | 14 janvier 1947   | 108 ans, 59 jours    | Royaume-Uni                   | |
| Johanna Johansson                                                  | F    | 6 mai 1840                | 2 novembre 1947   | 107 ans, 180 jours   | Suède                         | |
| Elisabeth Jane Sellwood                                            | F    | 21 juin 1840              | 19 mars 1948      | 107 ans et 272 jours | Royaume-Uni                   | |
| Petronella Braams                                                  | F    | 8 décembre 1841           | 29 juin 1948      | 106 ans et 204 jours | Pays-Bas                      | |
| Matilda Coppins                                                    | F    | 11 octobre 1842           | 22 décembre 1951  | 109 ans et 72 jours  | Royaume-Uni                   | |
| Marie Flassayer                                                    | F    | 13 juin 1844              | 18 avril 1954     | 109 ans, 309 jours   | France                        | |
| Sarah Jane Humphrey                                                | F    | 25 février 1847           | 28 mai 1955       | 108 ans, 92 jours    | Royaume-Uni                   | |
| Mathias Nicolaus Hansen Saether                                    | H    | 21 octobre 1848           | 7 janvier 1957    | 108 ans, 78 jours    | Norvège                       | Doyen de l'humanité |
| Christina Karnebeek-Backs                                          | F    | 2 octobre 1849            | 7 octobre 1959    | 110 ans, 5 jours     | Pays-Bas                      | Doyenne de l'humanité |
| Marie Olsen                                                        | F    | 1er mai 1850              | 24 novembre 1959  | 109 ans, 207 jours   | Norvège                       | Doyenne de l'humanité |
| Wilhelminus Kostering                                              | M    | 22 novembre 1851          | 9 décembre 1960   | 109 ans, 17 jours    | Pays-Bas                      | Doyen masculin de l'humanité |
| Ella Ille Juliana Rentel, née Julijana Galinaicu                   | F    | 19 mai 1852               | 19 septembre 1962 | 110 ans, 123 jours   | Allemagne                     | |
| Lovisa Vilhelmina Svensson, née Pettersdotter                      | F    | 20 novembre 1853          | 17 février 1963   | 109 ans, 89 jours    | Suède                         | |
| Ellen Dart                                                         | F    | 1er novembre 1854         | 8 octobre 1963    | 108 ans, 341 jours   | Royaume-Uni                   | |
| Elisabeth Alice Kensley, née Walker                                | F    | 12 mai 1855               | 6 mars 1965       | 109 ans, 298 jours   | Royaume-Uni                   | Vice-doyenne de l'humanité |
| Augusta Margaretha Elisabetha "Auguste Elisabeth" Pahl , née Arenz | F    | 23 novembre 1855          | 24 juillet 1965   | 109 ans, 243 jours   | Allemagne                     | |
| Hannah Smith                                                       | F    | 7 janvier 1856            | 10 janvier 1966   | 110 ans, 3 jours     | Royaume-Uni                   | Vice-doyenne de l'humanité |
| John Mosley Turner                                                 | M    | 15 juin 1856              | 21 mars 1968      | 111 ans, 280 jours   | Royaume-Uni                   | Vice-doyen de l'humanité |
| Georgette Jeanmaire, née Vitry                                     | F    | 13 janvier 1857           | 6 juin 1968       | 111 ans, 145 jours   | France                        | Vice-doyenne de l'humanité |
| Marie Bernátková, née Macurová                                     | F    | 22 octobre 1857           | 4 mai 1969        | 111 ans, 194 jours   | Tchécoslovaquie               | Doyenne de l'humanité |
| Ada Roe, née Giddings                                              | F    | 6 février 1858            | 11 janvier 1970   | 111 ans, 339 jours   | Royaume-Uni                   | Doyenne de l'humanité |
| Josefa Salas Mateo                                                 | F    | 14 juillet 1860           | 27 février 1973   | 112 ans, 228 jours   | Espagne                       | Doyenne de l'humanité |
| Alice Stevenson                                                    | F    | 10 juillet 1861           | 18 août 1973      | 112 ans, 39 jours    | Royaume-Uni                   | Doyenne de l'humanité |
| Laurence Entiope                                                   | F    | 9 décembre 1862           | 7 avril 1974      | 111 ans et 119 jours | France                        | Doyenne de l'humanité |
| Rose Adelaide Heeley                                               | F    | 25 août 1864              | 24 décembre 1975  | 111 ans, 121 jours   | Royaume-Uni                   | |
| Marie-Virginie Duhem, née Mollet                                   | F    | 2 août 1866               | 25 avril 1978     | 111 ans, 266 jours   | France                        | Vice-doyenne de l'humanité |
| Josefa Llovet Llovet                                               | F    | 25 février 1867           | 29 juin 1979      | 112 ans, 124 jours   | Espagne                       | Doyenne de l'humanité |
| Florence Ada Bethia Pannell, née Neate                             | F    | 26 décembre 1868          | 20 octobre 1980   | 111 ans, 299 jours   | Royaume-Uni                   | |
| Augustine Tessier, Sœur Julia                                      | F    | 2 janvier 1869            | 8 mars 1981       | 112 ans, 65 jours    | France                        | Doyenne de l'humanité |
| Janetta Jane Thomas                                                | F    | 2 décembre 1869           | 5 mars 1982       | 112 ans, 34 jours    | Royaume-Uni                   | |
| Alice Caroline Stracey Brewster, née Tyler                         | F    | 16 septembre 1871         | 9 octobre 1982    | 111 ans, 23 jours    | Royaume-Uni                   | |
| Petronella Ribbens-Verstallen                                      | F    | 2 février 1873            | 22 juillet 1983   | 110 ans et 170 jours | Pays-Bas                      | |
| Anna Eliza Williams, née Davies                                    | F    | 2 juin 1873               | 27 décembre 1987  | 114 ans, 208 jours   | Royaume-Uni                   | |
| Jeanne Calment                                                     | F    | 21 février 1875           | 4 août 1997       | 122 ans et 164 jours | France                        | Doyenne de l'humanité, Personne ayant vécu le plus longtemps                                                                         |
| Lucy Jane Askew                                                    | F    | 8 septembre 1883          | 9 décembre 1997   | 114 ans, 92 jours    | Royaume-Uni                   | |
| Annie Jennings, née Thomas                                         | F    | 12 novembre 1884          | 20 novembre 1999  | 115 ans, 8 jours     | Royaume-Uni                   | Vice-doyenne de l'humanité |
| Eva Morris, née Sharpe                                             | F    | 8 novembre 1885           | 2 novembre 2000   | 114 ans, 360 jours   | Royaume-Uni                   | Vice-doyenne de l'humanité |

## Liste des personnes européennes les plus âgées auXXIesiècle
| Nom et prénom                                    | Sexe | Date de naissance | Date de décès    | Âge                  | Pays de résidence ou de décès | Caractéristiques                              |
| ------------------------------------------------ | ---- | ----------------- | ---------------- | -------------------- | ----------------------------- | --------------------------------------------- |
| Marie Brémont, née Mésange                       | F    | 25 avril 1886     | 6 juin 2001      | 115 ans, 42 jours    | France                        | Doyenne de l'humanité                         |
| Amy Hulmes, née Matthews                         | F    | 5 octobre 1887    | 27 octobre 2001  | 114 ans, 22 jours    | Royaume-Uni                   |                                               |
| Germaine Haye, née Germain                       | F    | 10 octobre 1888   | 18 avril 2002    | 113 ans, 190 jours   | France                        |                                               |
| Teresa Fumarola-Ligorio                          | F    | 2 décembre 1889   | 14 mai 2003      | 113 ans, 163 jours   | Italie                        |                                               |
| Joan Riudavets-Moll                              | M    | 15 décembre 1889  | 5 mars 2004      | 114 ans, 81 jours    | Espagne                       | Doyen masculin de l'humanité                  |
| Hendrikje van Andel-Schipper                     | F    | 29 juin 1890      | 30 août 2005     | 115 ans, 62 jours    | Pays-Bas                      | Personne la plus âgée ayant vécu aux Pays-Bas |
| Virginia Dighero                                 | F    | 24 décembre 1891  | 28 décembre 2005 | 114 ans, 4 jours     | Italie                        |                                               |
| Camille Loiseau                                  | F    | 13 février 1892   | 12 août 2006     | 114 ans, 180 jours   | France                        |                                               |
| Maria de Jesus dos Santos                        | F    | 10 septembre 1893 | 2 janvier 2009   | 115 ans et 114 jours | Portugal                      | Doyenne de l'humanité                         |
| Manuela Menendez, née Fernandez-Fojaco           | F    | 18 juin 1895      | 6 janvier 2009   | 113 ans, 202 jours   | Espagne                       |                                               |
| Lucia Lauria                                     | F    | 4 mars 1896       | 28 juin 2009     | 113 ans, 116 jours   | Italie                        |                                               |
| Florence Emily "Florrie" Baldwin, née Davies     | F    | 31 mars 1896      | 8 mai 2010       | 114 ans, 38 jours    | Royaume-Uni                   | Vice-doyenne de l'humanité                    |
| Venere Pizzinato                                 | F    | 23 novembre 1896  | 2 août 2011      | 114 ans, 252 jours   | Italie                        |                                               |
| Marcelle Narbonne                                | F    | 25 mars 1898      | 1er janvier 2012 | 113 ans, 282 jours   | France                        |                                               |
| Marie-Thérèse Bardet, née Jégat                  | F    | 2 juin 1898       | 8 juin 2012      | 114 ans, 6 jours     | France                        |                                               |
| Maria Redaelli-Granoli                           | F    | 3 avril 1899      | 2 avril 2013     | 113 ans, 364 jours   | Italie                        |                                               |
| Emma Morano                                      | F    | 29 novembre 1899  | 15 avril 2017    | 117 ans, 137 jours   | Italie                        | Doyenne de l'humanité                         |
| Ana María Vela-Rubio                             | F    | 29 octobre 1901   | 15 décembre 2017 | 116 ans, 47 jours    | Espagne                       |                                               |
| Giuseppina Projetto-Frau                         | F    | 30 mai 1902       | 6 juillet 2018   | 116 ans, 37 jours    | Italie                        | Vice-doyenne de l'humanité                    |
| Maria Giuseppa Robucci-Nargiso, dite Nonna Peppa | F    | 20 mars 1903      | 18 juin 2019     | 116 ans, 90 jours    | Italie                        | Vice-doyenne de l'humanité                    |
| Lucile Randon, Sœur André                        | F    | 11 février 1904   | 17 janvier 2023  | 118 ans, 340 jours   | France                        | Doyenne de l'humanité                         |
| Maria Branyas Morera                             | F    | 4 mars 1907       | 19 août 2024     | 117 ans, 168 jours   | Espagne                       | Doyenne de l'humanité                         |
| Ethel Caterham, née Collins                      | F    | 21 août 1909      | Vivante          | 115 ans, 364 jours   | Royaume-Uni                   | Doyenne de l'humanité                         |

## Liste des personnes européennes les plus âgées de l’histoire
Les pays les plus représentés dans le tableau sont :
- France : 38 supercentenaires
- Italie : 18 supercentenaires
- Royaume-Uni : 16 supercentenaires

- Vivante

| Rang               | Nom                          | Sexe | Date de naissance | Date de décès     | Âge au décès ou actuel | Pays de résidence ou de décès |
| ------------------ | ---------------------------- | ---- | ----------------- | ----------------- | ---------------------- | ----------------------------- |
| Médaille d'or      | Jeanne Calment               | F    | 21 février 1875   | 4 août 1997       | 122 ans et 164 jours   | France                        |
| Médaille d'argent  | Lucile Randon                | F    | 11 février 1904   | 17 janvier 2023   | 118 ans et 340 jours   | France                        |
| Médaille de bronze | María Branyas Morera         | F    | 4 mars 1907       | 19 août 2024      | 117 ans et 168 jours   | Espagne                       |
| 4                  | Emma Morano-Martinuzzi       | F    | 29 novembre 1899  | 15 avril 2017     | 117 ans et 137 jours   | Italie                        |
| 5                  | Jeanne Bot                   | F    | 14 janvier 1905   | 22 mai 2021       | 116 ans et 128 jours   | France                        |
| 6                  | Maria Giuseppa Robucci       | F    | 20 mars 1903      | 18 juin 2019      | 116 ans et 90 jours    | Italie                        |
| 7                  | Tekla Juniewicz              | F    | 10 juin 1906      | 19 août 2022      | 116 ans et 70 jours    | Pologne                       |
| 8                  | Ana María Vela Rubio         | F    | 29 octobre 1901   | 15 décembre 2017  | 116 ans et 47 jours    | Espagne                       |
| 9                  | Giuseppina Projetto          | F    | 30 mai 1902       | 6 juillet 2018    | 116 ans et 37 jours    | Italie                        |
| 10                 | Ethel Caterham               | F    | 21 août 1909      | Vivante           | 115 ans et 364 jours   | Royaume-Uni                   |
| 11                 | Charlotte Hughes             | F    | 1er août 1877     | 17 mars 1993      | 115 ans et 228 jours   | Royaume-Uni                   |
| 12                 | Magdalena Oliver Gabarro     | F    | 31 octobre 1903   | 1er mai 2019      | 115 ans et 182 jours   | Espagne                       |
| 13                 | Maria de Jesus dos Santos    | F    | 10 septembre 1893 | 2 janvier 2009    | 115 ans et 114 jours   | Portugal                      |
| 14                 | Marie-Josephine Gaudette     | F    | 25 mars 1902      | 13 juillet 2017   | 115 ans et 110 jours   | Italie                        |
| 15                 | Marie-Rose Tessier           | F    | 21 mai 1910       | Vivante           | 115 ans et 91 jours    | France                        |
| 16                 | Valentine Ligny              | F    | 22 octobre 1906   | 4 janvier 2022    | 115 ans et 74 jours    | France                        |
| 17                 | Hendrikje van Andel-Schipper | F    | 29 juin 1890      | 30 août 2005      | 115 ans et 62 jours    | Pays-Bas                      |
| 18                 | Marie Brémont                | F    | 25 avril 1886     | 6 juin 2001       | 115 ans et 42 jours    | France                        |
| 19                 | Annie Jennings               | F    | 12 novembre 1884  | 20 novembre 1999  | 115 ans et 8 jours     | Royaume-Uni                   |
| 20                 | Eva Morris                   | F    | 8 novembre 1885   | 2 novembre 2000   | 114 ans et 360 jours   | Royaume-Uni                   |
| 22                 | Maria do Couto Maia-Lopes    | F    | 24 octobre 1890   | 25 juillet 2005   | 114 ans et 274 jours   | Portugal                      |
| 22                 | Eudoxie Baboul               | F    | 1er octobre 1901  | 1er juillet 2016  | 114 ans et 274 jours   | France                        |
| 23                 | Lucia Laura Sangenito        | F    | 22 novembre 1910  | Vivante           | 114 ans et 271 jours   | Italie                        |
| 24                 | Charlotte Kretschmann        | F    | 3 décembre 1909   | 27 août 2024      | 114 ans et 268 jours   | Allemagne                     |
| 25                 | Eugénie Blanchard            | F    | 16 février 1896   | 4 novembre 2010   | 114 ans et 261 jours   | France                        |
| 26                 | Venere Pizzinato-Papo        | F    | 23 novembre 1896  | 2 août 2011       | 114 ans, 252 jours     | Italie                        |
| 27                 | Ethel Lang                   | F    | 27 mai 1900       | 15 janvier 2015   | 114 ans, 233 jours     | Royaume-Uni                   |
| 28                 | Andrée Bertoletto            | F    | 1er janvier 1911  | Vivante           | 114 ans et 231 jours   | France                        |
| 29                 | María Antonia Castro         | F    | 10 juin 1881      | 16 janvier 1996   | 114 ans, 220 jours     | Espagne                       |
| 30                 | Anna Eliza Williams          | F    | 2 juin 1873       | 27 décembre 1987  | 114 ans, 208 jours     | Royaume-Uni                   |
| 31                 | Noémie Hudebine              | F    | 18 mars 1875      | 17 septembre 1989 | 114 ans, 183 jours     | France                        |
| 32                 | Gabrielle des Robert         | F    | 4 juin 1904       | 3 décembre 2018   | 114 ans, 182 jours     | France                        |
| 33                 | Camille Loiseau              | F    | 13 février 1892   | 12 août 2006      | 114 ans, 180 jours     | France                        |
| 34                 | Anne Primout                 | F    | 5 octobre 1890    | 26 mars 2005      | 114 ans, 172 jours     | France                        |
| 35                 | Geertje Kuijntjes            | F    | 19 juillet 1905   | 24 décembre 2019  | 114 ans, 158 jours     | Pays-Bas                      |
| 36                 | Lucy Jane Askew              | F    | 8 septembre 1883  | 9 décembre 1997   | 114 ans, 92 jours      | Royaume-Uni                   |
| 37                 | María del Carmen López       | F    | 3 avril 1883      | 3 juillet 1997    | 114 ans, 91 jours      | Espagne                       |
| 39                 | Honorine Rondello            | F    | 28 juillet 1903   | 19 octobre 2017   | 114 ans, 83 jours      | France                        |
| 39                 | Silveria Martín Díaz         | F    | 20 juin 1910      | 11 septembre 2024 | 114 ans, 83 jours      | Espagne                       |
| 40                 | Joan Riudavets Moll          | M    | 15 décembre 1889  | 5 mars 2004       | 114 ans, 81 jours      | Espagne                       |
| 41                 | Claudia Baccarini            | F    | 13 octobre 1910   | 24 décembre 2024  | 114 ans, 72 jours      | Italie                        |
| 43                 | Anne Brasz-Later             | F    | 16 juillet 1906   | 2 septembre 2020  | 114 ans, 48 jours      | Pays-Bas                      |
| 43                 | Marie-Louise Taterode        | F    | 17 juillet 1906   | 3 septembre 2020  | 114 ans, 48 jours      | France                        |
| 44                 | Florrie Baldwin              | F    | 31 mars 1896      | 8 mai 2010        | 114 ans, 38 jours      | Royaume-Uni                   |
| 45                 | Luise Pompe                  | F    | 13 octobre 1908   | 11 novembre 2022  | 114 ans, 29 jours      | Autriche                      |
| 46                 | Amy Isabel Hulmes            | F    | 5 octobre 1887    | 27 octobre 2001   | 114 ans, 22 jours      | Royaume-Uni                   |
| 47                 | Marie Liguinen               | F    | 26 mars 1901      | 2 avril 2015      | 114 ans, 7 jours       | France                        |
| 48                 | Marie-Thérèse Bardet         | F    | 2 juillet 1898    | 8 juillet 2012    | 114 ans, 6 jours       | France                        |
| 48                 | Gustav Gerneth               | M    | 15 octobre 1905   | 21 octobre 2019   | 114 ans, 6 jours       | Allemagne                     |
| 50                 | Virginia Dighero             | F    | 24 décembre 1891  | 28 décembre 2005  | 114 ans, 4 jours       | Italie                        |
| 51                 | Maria Redaelli               | F    | 3 avril 1899      | 2 avril 2013      | 113 ans, 364 jours     | Italie                        |
| 52                 | Grace Jones                  | F    | 7 décembre 1899   | 14 novembre 2013  | 113 ans, 342 jours     | Royaume-Uni                   |
| 53                 | Olive Boar                   | F    | 29 septembre 1904 | 28 août 2018      | 113 ans, 333 jours     | Royaume-Uni                   |
| 54                 | Olympe Amaury                | F    | 19 juin 1901      | 12 mai 2015       | 113 ans, 327 jours     | France                        |
| 55                 | Margarete Tröstl             | F    | 26 février 1911   | 17 janvier 2025   | 113 ans, 326 jours     | Autriche                      |
| 56                 | Bessie Camm                  | F    | 20 juin 1904      | 11 mai 2018       | 113 ans, 325 jours     | Royaume-Uni                   |
| 57                 | Luce Maced                   | F    | 2 mai 1886        | 25 février 2000   | 113 ans, 299 jours     | France                        |
| 58                 | Rosa Ann Comfort             | F    | 21 janvier 1879   | 6 novembre 1992   | 113 ans, 290 jours     | Royaume-Uni                   |
| 59                 | Marcelle Narbonne            | F    | 25 mars 1898      | 1er janvier 2012  | 113 ans, 282 jours     | France                        |
| 60                 | Anna Benericetti-Cimatti     | F    | 22 mars 1906      | 11 décembre 2019  | 113 ans, 264 jours     | Italie                        |
| 61                 | Clémentine Solignac          | F    | 7 septembre 1894  | 25 mai 2008       | 113 ans, 261 jours     | France                        |
| 62                 | Huguette Masson              | F    | 27 juin 1904      | 5 mars 2018       | 113 ans, 251 jours     | France                        |
| 63                 | Maria Diaz                   | F    | 22 février 1898   | 29 octobre 2011   | 113 ans, 249 jours     | France                        |
| 64                 | Josefine Ollmann             | F    | 11 novembre 1908  | 16 juillet 2022   | 113 ans, 247 jours     | Allemagne                     |
| 65                 | Diega Cammalieri             | F    | 23 octobre 1905   | 15 juin 2019      | 113 ans, 235 jours     | Italie                        |
| 66                 | Émilienne Bécarmin           | F    | 4 juin 1911       | 15 janvier 2025   | 113 ans, 225 jours     | France                        |
| 67                 | María del Carmen Figueiró    | F    | 28 octobre 1883   | 25 mai 1997       | 113 ans, 209 jours     | Espagne                       |
| 68                 | Elise Tavan                  | F    | 16 avril 1909     | 7 novembre 2022   | 113 ans, 205 jours     | France                        |
| 69                 | Manuela Fernández Fojaco     | F    | 18 juin 1895      | 6 janvier 2009    | 113 ans, 202 jours     | Espagne                       |
| 70                 | Jeanne Lara                  | F    | 1er avril 1906    | 16 octobre 2019   | 113 ans, 198 jours     | France                        |
| 71                 | Lucy d'Abreu                 | F    | 24 mai 1892       | 7 décembre 2005   | 113 ans, 197 jours     | Royaume-Uni                   |
| 72                 | Germaine Haye                | F    | 10 octobre 1888   | 18 avril 2002     | 113 ans, 190 jours     | France                        |
| 72                 | Erna Brosig                  | F    | 15 janvier 1911   | 23 juillet 2024   | 113 ans, 190 jours     | Allemagne                     |
| 74                 | Francesca Fioriglio          | F    | 11 janvier 1912   | 16 juillet 2025   | 113 ans et 186 jours   | Italie                        |
| 75                 | Marie-Florentine Jousseaume  | F    | 17 juin 1907      | 20 décembre 2020  | 113 ans, 186 jours     | France                        |
| 76                 | Marie-Simone Capony          | F    | 14 mars 1894      | 15 septembre 2007 | 113 ans, 185 jours     | France                        |
| 77                 | Gladys Hooper                | F    | 18 janvier 1903   | 9 juillet 2016    | 113 ans, 173 jours     | Royaume-Uni                   |
| 78                 | Marie-Louise Berthelot       | F    | 29 juillet 1907   | 16 janvier 2021   | 113 ans, 171 jours     | France                        |
| 79                 | Maria Gravigi-De Candia      | F    | 3 mars 1900       | 15 août 2013      | 113 ans, 165 jours     | Italie                        |
| 80                 | Teresa Fumarola              | F    | 2 décembre 1889   | 14 mai 2003       | 113 ans, 163 jours     | Italie                        |
| 81                 | Daisy Adams                  | F    | 30 juin 1880      | 8 décembre 1993   | 113 ans, 161 jours     | Royaume-Uni                   |
| 82                 | Mathilde Aussant             | F    | 27 février 1898   | 23 juillet 2011   | 113 ans, 146 jours     | France                        |
| 83                 | Aline Blaïn                  | F    | 10 août 1911      | 27 décembre 2024  | 113 ans, 139 jours     | France                        |
| 84                 | Dominica Ercolani            | F    | 3 juillet 1910    | 17 novembre 2023  | 113 ans, 137 jours     | Italie                        |
| 85                 | Maria Carmela Ricci          | F    | 16 avril 1912     | Vivante           | 113 ans et 126 jours   | Italie                        |
| 86                 | Madeleine Chat               | F    | 10 août 1907      | 14 décembre 2020  | 113 ans, 126 jours     | France                        |
| 87                 | Maria da Encarnacao Sousa    | F    | 20 mars 1909      | 22 juillet 2022   | 113 ans, 122 jours     | Portugal                      |
| 88                 | Aurora Menendez Baragano     | F    | 12 avril 1890     | 9 août 2003       | 113 ans, 119 jours     | Espagne                       |
| 89                 | Lucia Lauria                 | F    | 4 mars 1896       | 28 juin 2009      | 113 ans, 116 jours     | Italie                        |
| 90                 | Josefa Santos González       | F    | 7 septembre 1906  | 22 décembre 2019  | 113 ans, 106 jours     | Espagne                       |
| 91                 | Julie Montabord              | F    | 17 avril 1906     | 18 juillet 2019   | 113 ans, 92 jours      | France                        |
| 92                 | Carmen Fernandez             | F    | 2 mars 1911       | 31 mai 2024       | 113 ans, 90 jours      | France                        |
| 93                 | Catharina van Dam            | F    | 20 novembre 1887  | 16 février 2001   | 113 ans, 88 jours      | Pays-Bas                      |
| 94                 | Julia Sidenia                | F    | 12 juillet 1892   | 6 octobre 2005    | 113 ans, 86 jours      | France                        |
| 95                 | Maria Nunes da Silva         | F    | 7 juillet 1898    | 26 septembre 2011 | 113 ans, 81 jours      | Portugal                      |
| 96                 | Mathilde Mange               | F    | 10 août 1906      | 28 octobre 2019   | 113 ans, 79 jours      | Allemagne                     |
| 97                 | Mariannina Genovese          | F    | 15 octobre 1905   | 1er janvier 2019  | 113 ans, 78 jours      | Italie                        |
| 98                 | Élisabeth Collot             | F    | 21 juin 1903      | 4 septembre 2016  | 113 ans, 75 jours      | France                        |
| 98                 | Veronika Zsilinszki          | F    | 4 février 1908    | 20 avril 2021     | 113 ans, 75 jours      | Hongrie                       |
| 100                | Juliette Bildé               | F    | 30 septembre 1909 | 13 décembre 2022  | 113 ans, 74 jours      | France                        |

## Liste des hommes européens les plus âgés
| Rang               | Nom                           | Date de naissance | Date de décès   | Âge au décès ou actuel | Pays de résidence ou de décès |
| ------------------ | ----------------------------- | ----------------- | --------------- | ---------------------- | ----------------------------- |
| Médaille d'or      | Joan Riudavets Moll           | 15 décembre 1889  | 5 mars 2004     | 114 ans et 81 jours    | Espagne                       |
| Médaille d'argent  | Gustav Gerneth                | 15 octobre 1905   | 21 octobre 2019 | 114 ans et 6 jours     | Allemagne                     |
| Médaille de bronze | Francisco Núñez Olivera       | 13 décembre 1904  | 29 janvier 2018 | 113 ans et 47 jours    | Espagne                       |
| 4                  | Henry Allingham               | 6 juin 1896       | 18 juillet 2009 | 113 ans et 42 jours    | Royaume-Uni                   |
| 5                  | Antonio Todde                 | 22 janvier 1889   | 3 janvier 2002  | 112 ans et 346 jours   | Italie                        |
| 6                  | Saturnino de la Fuente García | 11 février 1909   | 18 janvier 2022 | 112 ans et 341 jours   | Espagne                       |
| 7                  | John Evans                    | 19 août 1877      | 10 juin 1990    | 112 ans et 295 jours   | Royaume-Uni                   |
| 8                  | Georges Thomas                | 19 novembre 1911  | 1er juin 2024   | 112 ans et 195 jours   | France                        |
| 9                  | Josep Armengol                | 23 juillet 1881   | 20 janvier 1994 | 112 ans et 181 jours   | Espagne                       |
| 10                 | Giovanni Frau                 | 29 décembre 1890  | 19 juin 2003    | 112 ans et 172 jours   | Italie                        |